# Květa Legátová
Květa Legátová, właśc. Věra Hofmanová (ur. 3 listopada 1919 w miejscowości Podolí koło Brna, kraj południowomorawski, zm. 22 grudnia 2012) – czeska pisarka, autorka opowiadań i słuchowisk radiowych.
Na podstawie opowiadania pt. Hanulka Jozy (cykl żelarski) Ondřej Trojan zrealizował film pt. Żelary nominowany w 2004 do Oscara w kategorii Najlepszy film obcojęzyczny.
Na język polski tłumaczyła prozę Legátovej Dorota Dobrew.

## Twórczość
- Korda Dabrová (1961) – powieść dla dzieci
- Želary (2001), wyd. pol.: Żelary (2006) – zbiór opowiadań
- Jozova Hanule (2002), wyd. pol.: Hanulka Jozy (2008) – nowela
- Pro každého nebe (2003) – zbiór dramatów radiowych i telewizyjnych
- Posedlá a jiné hry (2004) – zbiór dramatów radiowych i telewizyjnych
- Návraty do Želar (2005) – książka-wywiad (z Květą Legátovą rozmawia Dora Kaprálová)
- Nic není tak prosté – cztery prawie detektywistyczne opowiadania

## Literatura
- Leszek Engelking, Opowiadania wyjęte z szuflady [o książce K. Legátovej Želary]. „Nowe Książki" 2006, nr 10, s. 20–21.
- Leszek Engelking, Talent do szczęścia [recenzja książki K. Lagátovej, Hanulka Jozy]. „Nowe Książki” 2008, nr 7, s. 66